# Patinage de vitesse sur piste courte aux Jeux olympiques de 2018 – 1 000 m hommes
Navigation
Sotchi 2014 Pékin 2022
L'épreuve masculine de 1000 mètres de patinage de vitesse sur piste courte ou Short Track a lieu les 13 (qualifications) et 17 février 2018 (quart de finale, demi-finale et finale) aux JO d'hiver de Pyeongchang.

## Médaillés
| Or                  | Argent                   | Bronze          |
| Samuel Girard (CAN) | John-Henry Krueger (USA) | Seo Yi-ra (KOR) |

## Résultats

### Séries
Q — qualifié
PEN — pénalité
| Rang | Série | Athlète                | Nationalité     | Temps          | Notes |
| ---- | ----- | ---------------------- | --------------- | -------------- | ----- |
| 1    | 1     | John-Henry Krueger     | États-Unis      | 1 min 25 s 913 | Q     |
| 2    | 1     | Farrell Treacy         | Grande-Bretagne | 1 min 26 s 762 | Q     |
| 3    | 1     | Ryosuke Sakazume       | Japon           | DNF            | ADV   |
| —    | 1     | Shaoang Liu            | Hongrie         |                | PEN   |
| 1    | 2     | Lim Hyo-jun            | Corée du Sud    | 1 min 23 s 971 | Q     |
| 2    | 2     | Kazuki Yoshinaga       | Japon           | 1 min 24 s 030 | Q     |
| 3    | 2     | Charle Cournoyer       | Canada          | 1 min 24 s 051 |       |
| 4    | 2     | Daan Breeuwsma         | Pays-Bas        | 1 min 24 s 429 |       |
| 1    | 3     | Samuel Girard          | Canada          | 1 min 23 s 894 | Q     |
| 2    | 3     | Semion Elistratov      | Russie (OAR)    | 1 min 23 s 979 | Q     |
| 3    | 3     | Keita Watanabe         | Japon           | 1 min 24 s 078 |       |
| 4    | 3     | Nurbergen Zhumagaziyev | Kazakhstan      | 1 min 24 s 271 |       |
| 1    | 4     | Sjinkie Knegt          | Pays-Bas        | 1 min 23 s 823 | Q     |
| 2    | 4     | Thibaut Fauconnet      | France          | 1 min 24 s 381 | Q     |
| 3    | 4     | Roberts Zvejnieks      | Lettonie        | 1 min 26 s 408 | ADV   |
| —    | 4     | Ren Ziwei              | Chine           |                | PEN   |
| 1    | 5     | Charles Hamelin        | Canada          | 1 min 23 s 407 | Q     |
| 2    | 5     | Wu Dajing              | Chine           | 1 min 23 s 463 | Q     |
| 3    | 5     | Sébastien Lepape       | France          | 1 min 23 s 489 |       |
| 4    | 5     | Aleksandr Shulginov    | Russie (OAR)    | 1 min 31 s 133 |       |
| 1    | 6     | Itzhak de Laat         | Pays-Bas        | 1 min 24 s 639 | Q     |
| 2    | 6     | Seo Yi-ra              | Corée du Sud    | 1 min 24 s 734 | Q     |
| 3    | 6     | Tommaso Dotti          | Italie          | 1 min 25 s 369 |       |
| —    | 6     | Han Tianyu             | Chine           |                | PEN   |
| 1    | 7     | Hwang Dae-heon         | Corée du Sud    | 1 min 24 s 457 | Q     |
| 2    | 7     | Yuri Confortola        | Italie          | 1 min 25 s 297 | Q     |
| 3    | 7     | Josh Cheetham          | Grande-Bretagne | 1 min 26 s 223 |       |
| —    | 7     | Vladislav Bykanov      | Israël          |                | PEN   |
| 1    | 8     | Sándor Liu Shaolin     | Hongrie         | 1 min 31 s 547 | Q     |
| 2    | 8     | Roberto Puķītis        | Lettonie        | 1 min 31 s 635 | Q     |
| 3    | 8     | J. R. Celski           | États-Unis      | 1 min 31 s 812 |       |
| —    | 8     | Pavel Sitnikov         | Russie (OAR)    |                | PEN   |

### Quarts de finale
Q — qualifié
PEN — pénalité
ADV – repêché
YC – carton jaune
| Rang | Série | Athlète            | Nationalité     | Temps          | Notes |
| ---- | ----- | ------------------ | --------------- | -------------- | ----- |
| 1    | 1     | Seo Yi-ra          | Corée du Sud    | 1 min 24 s 053 | Q     |
| 2    | 1     | Lim Hyo-jun        | Corée du Sud    | 1 min 24 s 095 | Q     |
| 3    | 1     | Thibaut Fauconnet  | France          | 1 min 24 s 344 |       |
| —    | 1     | Hwang Dae-heon     | Corée du Sud    |                | PEN   |
| 1    | 2     | Samuel Girard      | Canada          | 1 min 24 s 289 | Q     |
| 2    | 2     | Yuri Confortola    | Italie          | 1 min24 s 383  | Q     |
| 3    | 2     | Itzhak de Laat     | Pays-Bas        | 1 min 24 s 423 |       |
| 4    | 2     | Kazuki Yoshinaga   | Japon           | 1 min 24 s 649 |       |
| 1    | 3     | Semion Elistratov  | Russie (OAR)    | 1 min 23 s 893 | Q     |
| 2    | 3     | Ryosuke Sakazume   | Japon           | 1 min 24 s 099 | Q     |
| 3    | 3     | John-Henry Krueger | États-Unis      | 1 min 24 s 598 | ADV   |
| 4    | 3     | Farrell Treacy     | Grande-Bretagne | 1 min 25 s 080 |       |
| —    | 3     | Sjinkie Knegt      | Pays-Bas        |                | PEN   |
| 1    | 4     | Sándor Liu Shaolin | Hongrie         | 1 min 24 s 012 | Q     |
| 2    | 4     | Charles Hamelin    | Canada          | 1 min 24 s 015 | Q     |
| 3    | 4     | Roberto Puķītis    | Lettonie        | 1 min 24 s 022 |       |
| 4    | 4     | Roberts Zvejnieks  | Lettonie        | 1 min 24 s 306 |       |
| —    | 4     | Wu Dajing          | Chine           |                | PEN   |

### Demi-finales
QA — qualifié pour la finale A
QB — qualifié pour la finale B
PEN — pénalité
ADV – repêché
YC – carton jaune
| Rang | Série | Athlète            | Nationalité  | Temps          | Notes |
| ---- | ----- | ------------------ | ------------ | -------------- | ----- |
| 1    | 1     | Lim Hyo-jun        | Corée du Sud | 1 min 26 s 463 | QA    |
| 2    | 1     | Sándor Liu Shaolin | Hongrie      | 1 min 26 s 488 | QA    |
| 3    | 1     | Yuri Confortola    | Italie       | 1 min 26 s 626 | QB    |
| 4    | 1     | Semion Elistratov  | Russie (OAR) | 1 min 26 s 773 | QB    |
| 1    | 2     | John-Henry Krueger | États-Unis   | 1 min 24 s 187 | QA    |
| 2    | 2     | Seo Yi-ra          | Corée du Sud | 1 min 24 s 252 | QA    |
| 3    | 2     | Ryosuke Sakazume   | Japon        | 1 min 24 s 317 | QB    |
| 4    | 2     | Samuel Girard      | Canada       | 1 min 25 s 102 | ADV   |
| —    | 2     | Charles Hamelin    | Canada       |                | PEN   |

### Finale B
| Rang | Athlète           | Nationalité  | Temps          | Notes |
| ---- | ----------------- | ------------ | -------------- | ----- |
| 5    | Ryosuke Sakazume  | Japon        | 1 min 27 s 522 |       |
| 6    | Semion Elistratov | Russie (OAR) | 1 min 27 s 621 |       |
| 7    | Yuri Confortola   | Italie       | 1 min 27 s 712 |       |

### Finale A
| Rang                                | Athlète            | Nationalité  | Temps          | Notes |
| ----------------------------------- | ------------------ | ------------ | -------------- | ----- |
| Médaille d'or, Jeux olympiques      | Samuel Girard      | Canada       | 1 min 24 s 650 |       |
| Médaille d'argent, Jeux olympiques  | John-Henry Krueger | États-Unis   | 1 min 24 s 864 |       |
| Médaille de bronze, Jeux olympiques | Seo Yi-ra          | Corée du Sud | 1 min 31 s 619 |       |
| 4                                   | Lim Hyo-jun        | Corée du Sud | 1 min 33 s 312 |       |
| 8                                   | Sándor Liu Shaolin | Hongrie      |                | PEN   |